# ピッタリだぜ、ドニー
「ピッタリだぜ、ドニー」（原題: What a Catch, Donnie）は、アメリカ合衆国のロックバンドであるフォール・アウト・ボーイの楽曲。2008年10月15日に4枚目のスタジオ・アルバム『フォリ・ア・ドゥ』からの第3弾シングルとして発売された。ベーシストのピート・ウェンツがバンドのフロントマンであるパトリック・スタンプとの友情について歌った楽曲で、曲の途中にはブレンドン・ユーリー、トラヴィス・マッコイ、ゲイブ・サポルタらが過去にフォール・アウト・ボーイが発表した楽曲を歌うセクションが含まれている。

## 歌詞と曲の構成
「ピッタリだぜ、ドニー」は、ベーシストのピート・ウェンツが作詞を手がけた楽曲で、バンドのフロントマンであるパトリック・スタンプとの友情が題材となっている。曲名と歌詞に登場する「ドニー」は、ブルース歌手のダニー・ハサウェイのことであり、歌詞の中ではハサウェイと度々共演していた女性歌手のロバータ・フラックについての言及も見られる。スタンプは本作においてイギリス式発音で歌っている。
レコーディング・セッション後、メンバーはいろんなアーティストが参加する楽曲にすることを思いついた。曲のエンディングでは様々なアーティストが過去に発表されたフォール・アウト・ボーイの楽曲を歌っている。
以下、歌唱するアーティストと楽曲を記す。
- エルヴィス・コステロ「クーパーズタウンにヘッド・スライディング（英語版）」
- ゲイブ・サポルタ（英語版）「グランド・セフト・オータム/ホエア・イズ・ユア・ボーイ（英語版）」
- トラヴィス・マッコイ（英語版）（ジム・クラス・ヒーローズ）「シュガー、ウィア・ゴーイン・ダウン（英語版）」
- ブレンドン・ユーリー（パニック!アット・ザ・ディスコ）「ダンス、ダンス」
- ダグ・ノイマン「アームズ・レース 〜フォール・アウト・ボーイの頂上作戦（英語版）」
- アレクサンダー・デロン（ザ・キャブ）「サンクス・フォー・ザ・メモリーズ（英語版）」
- ウィリアム・ベケット（英語版）「グローイング・アップ」

## ミュージック・ビデオ
「ピッタリだぜ、ドニー」のミュージック・ビデオは、2009年5月18日に21歳で死去したラッパーのダラーを追悼した作品で、同年8月7日に公開された。
ビデオには楽曲のレコーディングにも参加したユーリーやそのバンドメイトであるスペンサー・スミスらがカメオ出演している。

## 評価
『激ロック』のMAY-Eは本作を壮大なスケールで描かれた楽曲としてミドルテンポのバラードが胸をぐっと熱くさせると評した。『PopCrush』のスコット・シェルターは「苦悩のバラード」と称した。ロック専門誌『ケラング!』のジェニファー・ジェイは、「これまでに書かれた中で最も美しいFOBの楽曲」と評した。一方でオンラインマガジン『スラント・マガジン』のジェシー・カタルドは、本作のストリングスアレンジについて「おざなり」と評した。
スタンプは音楽サイト『AbsolutePunk』の取材で、本作をお気に入りの楽曲として挙げている。

## クレジット
※出典
フォール・アウト・ボーイ
- パトリック・スタンプ – リード・ボーカル、リズムギター、ピアノ、作詞作曲
- ピート・ウェンツ – ベース、作詞作曲
- ジョー・トローマン – リードギター、作詞作曲
- アンディ・ハーレー – ドラム、作詞作曲

外部ミュージシャン
- エルヴィス・コステロ – バックグラウンド・ボーカル、追加のボーカル
- ゲイブ・サポルタ – バックグラウンド・ボーカル、追加のボーカル
- トラヴィス・マッコイ – バックグラウンド・ボーカル、追加のボーカル
- ブレンドン・ユーリー – バックグラウンド・ボーカル、追加のボーカル
- ダグ・ノイマン – バックグラウンド・ボーカル、追加のボーカル
- アレクサンダー・デロン – バックグラウンド・ボーカル、追加のボーカル
- ウィリアム・ベケット – バックグラウンド・ボーカル、追加のボーカル
- トニー・ヴィスコンティ – 指揮者、ストリングスアレンジ
- アントワン・シルヴァーマン – 第1ヴァイオリン
- ロレンツァ・ポンセ – ヴァイオリン
- マクシム・モストン – ヴァイオリン
- ポール・ウッディール – ヴァイオリン
- アンドラ・ヴォルディンス – ヴィオラ
- デヴィッド・クレスウェル – ヴィオラ
- アーニャ・ウッド – チェロ
- デイヴ・エガー – チェロ

スタッフ
- ニール・アヴロン – プロデューサー、レコーディング・エンジニア、ミキシング
- エーリッヒ・タラバ – レコーディング・エンジニア
- ゼフィルス・ソワー – アシスタント・エンジニア（録音）
- キキ・チョレフカ – アシスタント・エンジニア（録音）
- マリオ・マクナルティ – ストリングス・エンジニア
- ボブ・マロリー – アシスタント・エンジニア（ストリングス）

## チャート成績
| チャート (2008年)         | 最高位 |
| ------------------------- | ------ |
| カナダ (Canadian Hot 100) | 95     |
| US Billboard Hot 100      | 94     |